# أبو أسامة المهاجر
أبو أسامة المهاجر أمير تنظيم الدولة الإسلامية في اليمن. ألقت القوات الخاصة السعودية واليمنية القبض عليه وعلى عدد من أعضاء التنظيم المرافقين له، بعد تنفيذ عملية نوعية ناجحة بالداخل اليمني، وذلك بتاريخ 3 يونيو 2019.